# Гільйотина (шахова тема)
Те́ма гільйоти́ни (те́ма мишоло́вки) — тема в шаховій композиції. Суть теми — чорна лінійна фігура при захисті, контролюючи лінію, рухається по ній, і проходить через критичне поле. Після цього білі, жертвуючи свою фігуру, роблять хід на це поле і виключають чорну фігуру з цієї лінії, що послаблює позицію чорних, білі використовують це послаблення.

## Історія

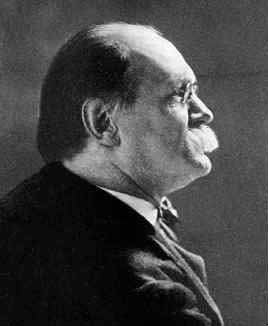
Семюєль Лойд

Перші публікації задач з цією ідеєю з'явилися в другій половині XIX століття і належать Семюелю Лойду (30.01.1841—10.04.1911), американському шаховому композитору.
Чорна лінійна фігура рухаючись по стратегічній лінії проходить через критичне поле. Після цього білі своїм ходом, приносячи себе в жертву на критичному полі, через яке пройшла чорна фігура, виключають її з тематичної лінії, тобто проходить ніби «відсікання» чорної фігури від контролю над стратегічною лінією, на відміну від теми Зеебергера, де чорну фігуру «відсікає» чорна.
Внаслідок цього маневру, ідея дістала назву — те́ма гільйотини, а ще в деяких виданнях є і паралельна назва — тема мишоловки.
|   | a | b | c | d | e | f | g | h |   |
| 8 | d6 чорний пішак · g5 білий ферзь · h5 біла тура · e4 чорний слон · h3 білий пішак · f2 білий король · h2 білий пішак · g1 білий слон · h1 чорний король | d6 чорний пішак · g5 білий ферзь · h5 біла тура · e4 чорний слон · h3 білий пішак · f2 білий король · h2 білий пішак · g1 білий слон · h1 чорний король | d6 чорний пішак · g5 білий ферзь · h5 біла тура · e4 чорний слон · h3 білий пішак · f2 білий король · h2 білий пішак · g1 білий слон · h1 чорний король | d6 чорний пішак · g5 білий ферзь · h5 біла тура · e4 чорний слон · h3 білий пішак · f2 білий король · h2 білий пішак · g1 білий слон · h1 чорний король | d6 чорний пішак · g5 білий ферзь · h5 біла тура · e4 чорний слон · h3 білий пішак · f2 білий король · h2 білий пішак · g1 білий слон · h1 чорний король | d6 чорний пішак · g5 білий ферзь · h5 біла тура · e4 чорний слон · h3 білий пішак · f2 білий король · h2 білий пішак · g1 білий слон · h1 чорний король | d6 чорний пішак · g5 білий ферзь · h5 біла тура · e4 чорний слон · h3 білий пішак · f2 білий король · h2 білий пішак · g1 білий слон · h1 чорний король | d6 чорний пішак · g5 білий ферзь · h5 біла тура · e4 чорний слон · h3 білий пішак · f2 білий король · h2 білий пішак · g1 білий слон · h1 чорний король | 8 |
| 7 | d6 чорний пішак · g5 білий ферзь · h5 біла тура · e4 чорний слон · h3 білий пішак · f2 білий король · h2 білий пішак · g1 білий слон · h1 чорний король | d6 чорний пішак · g5 білий ферзь · h5 біла тура · e4 чорний слон · h3 білий пішак · f2 білий король · h2 білий пішак · g1 білий слон · h1 чорний король | d6 чорний пішак · g5 білий ферзь · h5 біла тура · e4 чорний слон · h3 білий пішак · f2 білий король · h2 білий пішак · g1 білий слон · h1 чорний король | d6 чорний пішак · g5 білий ферзь · h5 біла тура · e4 чорний слон · h3 білий пішак · f2 білий король · h2 білий пішак · g1 білий слон · h1 чорний король | d6 чорний пішак · g5 білий ферзь · h5 біла тура · e4 чорний слон · h3 білий пішак · f2 білий король · h2 білий пішак · g1 білий слон · h1 чорний король | d6 чорний пішак · g5 білий ферзь · h5 біла тура · e4 чорний слон · h3 білий пішак · f2 білий король · h2 білий пішак · g1 білий слон · h1 чорний король | d6 чорний пішак · g5 білий ферзь · h5 біла тура · e4 чорний слон · h3 білий пішак · f2 білий король · h2 білий пішак · g1 білий слон · h1 чорний король | d6 чорний пішак · g5 білий ферзь · h5 біла тура · e4 чорний слон · h3 білий пішак · f2 білий король · h2 білий пішак · g1 білий слон · h1 чорний король | 7 |
| 6 | d6 чорний пішак · g5 білий ферзь · h5 біла тура · e4 чорний слон · h3 білий пішак · f2 білий король · h2 білий пішак · g1 білий слон · h1 чорний король | d6 чорний пішак · g5 білий ферзь · h5 біла тура · e4 чорний слон · h3 білий пішак · f2 білий король · h2 білий пішак · g1 білий слон · h1 чорний король | d6 чорний пішак · g5 білий ферзь · h5 біла тура · e4 чорний слон · h3 білий пішак · f2 білий король · h2 білий пішак · g1 білий слон · h1 чорний король | d6 чорний пішак · g5 білий ферзь · h5 біла тура · e4 чорний слон · h3 білий пішак · f2 білий король · h2 білий пішак · g1 білий слон · h1 чорний король | d6 чорний пішак · g5 білий ферзь · h5 біла тура · e4 чорний слон · h3 білий пішак · f2 білий король · h2 білий пішак · g1 білий слон · h1 чорний король | d6 чорний пішак · g5 білий ферзь · h5 біла тура · e4 чорний слон · h3 білий пішак · f2 білий король · h2 білий пішак · g1 білий слон · h1 чорний король | d6 чорний пішак · g5 білий ферзь · h5 біла тура · e4 чорний слон · h3 білий пішак · f2 білий король · h2 білий пішак · g1 білий слон · h1 чорний король | d6 чорний пішак · g5 білий ферзь · h5 біла тура · e4 чорний слон · h3 білий пішак · f2 білий король · h2 білий пішак · g1 білий слон · h1 чорний король | 6 |
| 5 | d6 чорний пішак · g5 білий ферзь · h5 біла тура · e4 чорний слон · h3 білий пішак · f2 білий король · h2 білий пішак · g1 білий слон · h1 чорний король | d6 чорний пішак · g5 білий ферзь · h5 біла тура · e4 чорний слон · h3 білий пішак · f2 білий король · h2 білий пішак · g1 білий слон · h1 чорний король | d6 чорний пішак · g5 білий ферзь · h5 біла тура · e4 чорний слон · h3 білий пішак · f2 білий король · h2 білий пішак · g1 білий слон · h1 чорний король | d6 чорний пішак · g5 білий ферзь · h5 біла тура · e4 чорний слон · h3 білий пішак · f2 білий король · h2 білий пішак · g1 білий слон · h1 чорний король | d6 чорний пішак · g5 білий ферзь · h5 біла тура · e4 чорний слон · h3 білий пішак · f2 білий король · h2 білий пішак · g1 білий слон · h1 чорний король | d6 чорний пішак · g5 білий ферзь · h5 біла тура · e4 чорний слон · h3 білий пішак · f2 білий король · h2 білий пішак · g1 білий слон · h1 чорний король | d6 чорний пішак · g5 білий ферзь · h5 біла тура · e4 чорний слон · h3 білий пішак · f2 білий король · h2 білий пішак · g1 білий слон · h1 чорний король | d6 чорний пішак · g5 білий ферзь · h5 біла тура · e4 чорний слон · h3 білий пішак · f2 білий король · h2 білий пішак · g1 білий слон · h1 чорний король | 5 |
| 4 | d6 чорний пішак · g5 білий ферзь · h5 біла тура · e4 чорний слон · h3 білий пішак · f2 білий король · h2 білий пішак · g1 білий слон · h1 чорний король | d6 чорний пішак · g5 білий ферзь · h5 біла тура · e4 чорний слон · h3 білий пішак · f2 білий король · h2 білий пішак · g1 білий слон · h1 чорний король | d6 чорний пішак · g5 білий ферзь · h5 біла тура · e4 чорний слон · h3 білий пішак · f2 білий король · h2 білий пішак · g1 білий слон · h1 чорний король | d6 чорний пішак · g5 білий ферзь · h5 біла тура · e4 чорний слон · h3 білий пішак · f2 білий король · h2 білий пішак · g1 білий слон · h1 чорний король | d6 чорний пішак · g5 білий ферзь · h5 біла тура · e4 чорний слон · h3 білий пішак · f2 білий король · h2 білий пішак · g1 білий слон · h1 чорний король | d6 чорний пішак · g5 білий ферзь · h5 біла тура · e4 чорний слон · h3 білий пішак · f2 білий король · h2 білий пішак · g1 білий слон · h1 чорний король | d6 чорний пішак · g5 білий ферзь · h5 біла тура · e4 чорний слон · h3 білий пішак · f2 білий король · h2 білий пішак · g1 білий слон · h1 чорний король | d6 чорний пішак · g5 білий ферзь · h5 біла тура · e4 чорний слон · h3 білий пішак · f2 білий король · h2 білий пішак · g1 білий слон · h1 чорний король | 4 |
| 3 | d6 чорний пішак · g5 білий ферзь · h5 біла тура · e4 чорний слон · h3 білий пішак · f2 білий король · h2 білий пішак · g1 білий слон · h1 чорний король | d6 чорний пішак · g5 білий ферзь · h5 біла тура · e4 чорний слон · h3 білий пішак · f2 білий король · h2 білий пішак · g1 білий слон · h1 чорний король | d6 чорний пішак · g5 білий ферзь · h5 біла тура · e4 чорний слон · h3 білий пішак · f2 білий король · h2 білий пішак · g1 білий слон · h1 чорний король | d6 чорний пішак · g5 білий ферзь · h5 біла тура · e4 чорний слон · h3 білий пішак · f2 білий король · h2 білий пішак · g1 білий слон · h1 чорний король | d6 чорний пішак · g5 білий ферзь · h5 біла тура · e4 чорний слон · h3 білий пішак · f2 білий король · h2 білий пішак · g1 білий слон · h1 чорний король | d6 чорний пішак · g5 білий ферзь · h5 біла тура · e4 чорний слон · h3 білий пішак · f2 білий король · h2 білий пішак · g1 білий слон · h1 чорний король | d6 чорний пішак · g5 білий ферзь · h5 біла тура · e4 чорний слон · h3 білий пішак · f2 білий король · h2 білий пішак · g1 білий слон · h1 чорний король | d6 чорний пішак · g5 білий ферзь · h5 біла тура · e4 чорний слон · h3 білий пішак · f2 білий король · h2 білий пішак · g1 білий слон · h1 чорний король | 3 |
| 2 | d6 чорний пішак · g5 білий ферзь · h5 біла тура · e4 чорний слон · h3 білий пішак · f2 білий король · h2 білий пішак · g1 білий слон · h1 чорний король | d6 чорний пішак · g5 білий ферзь · h5 біла тура · e4 чорний слон · h3 білий пішак · f2 білий король · h2 білий пішак · g1 білий слон · h1 чорний король | d6 чорний пішак · g5 білий ферзь · h5 біла тура · e4 чорний слон · h3 білий пішак · f2 білий король · h2 білий пішак · g1 білий слон · h1 чорний король | d6 чорний пішак · g5 білий ферзь · h5 біла тура · e4 чорний слон · h3 білий пішак · f2 білий король · h2 білий пішак · g1 білий слон · h1 чорний король | d6 чорний пішак · g5 білий ферзь · h5 біла тура · e4 чорний слон · h3 білий пішак · f2 білий король · h2 білий пішак · g1 білий слон · h1 чорний король | d6 чорний пішак · g5 білий ферзь · h5 біла тура · e4 чорний слон · h3 білий пішак · f2 білий король · h2 білий пішак · g1 білий слон · h1 чорний король | d6 чорний пішак · g5 білий ферзь · h5 біла тура · e4 чорний слон · h3 білий пішак · f2 білий король · h2 білий пішак · g1 білий слон · h1 чорний король | d6 чорний пішак · g5 білий ферзь · h5 біла тура · e4 чорний слон · h3 білий пішак · f2 білий король · h2 білий пішак · g1 білий слон · h1 чорний король | 2 |
| 1 | d6 чорний пішак · g5 білий ферзь · h5 біла тура · e4 чорний слон · h3 білий пішак · f2 білий король · h2 білий пішак · g1 білий слон · h1 чорний король | d6 чорний пішак · g5 білий ферзь · h5 біла тура · e4 чорний слон · h3 білий пішак · f2 білий король · h2 білий пішак · g1 білий слон · h1 чорний король | d6 чорний пішак · g5 білий ферзь · h5 біла тура · e4 чорний слон · h3 білий пішак · f2 білий король · h2 білий пішак · g1 білий слон · h1 чорний король | d6 чорний пішак · g5 білий ферзь · h5 біла тура · e4 чорний слон · h3 білий пішак · f2 білий король · h2 білий пішак · g1 білий слон · h1 чорний король | d6 чорний пішак · g5 білий ферзь · h5 біла тура · e4 чорний слон · h3 білий пішак · f2 білий король · h2 білий пішак · g1 білий слон · h1 чорний король | d6 чорний пішак · g5 білий ферзь · h5 біла тура · e4 чорний слон · h3 білий пішак · f2 білий король · h2 білий пішак · g1 білий слон · h1 чорний король | d6 чорний пішак · g5 білий ферзь · h5 біла тура · e4 чорний слон · h3 білий пішак · f2 білий король · h2 білий пішак · g1 білий слон · h1 чорний король | d6 чорний пішак · g5 білий ферзь · h5 біла тура · e4 чорний слон · h3 білий пішак · f2 білий король · h2 білий пішак · g1 білий слон · h1 чорний король | 1 |
|   | a | b | c | d | e | f | g | h |   |

FEN: 8/8/3p4/6QR/4b3/7P/5K1P/6Bk
1. Qg8! ~ Zz
1. ... Ba8 2. Rd5! ~ 3. Qg2#
    2. Bxd5 3. Qxd5#
- — - — - — -
1. ... d5 2. Qg4! ~ Zz
    2. ... d4 3. Qxe4#
Білий ферзь робить такий вступний хід, щоб надалі контролювати поле «d5». Чорні в стані цугцвангу. Чорний слон змушений контролювати поле «g2» і рухається вверх по діагоналі. При ходах слона на поля «а8», «b7» або «с6» біла тура тематичним ходом на поле «d5» «відсікає» чорного слона з діагоналі.
Це одна з перших задач на цю тему.

|   | a | b | c | d | e | f | g | h |   |
| 8 | c7 чорний пішак · a6 білий кінь · c6 білий пішак · b5 чорний слон · c5 білий ферзь · a4 чорний король · b4 білий пішак · c4 чорна тура · b2 білий король · d2 білий слон | c7 чорний пішак · a6 білий кінь · c6 білий пішак · b5 чорний слон · c5 білий ферзь · a4 чорний король · b4 білий пішак · c4 чорна тура · b2 білий король · d2 білий слон | c7 чорний пішак · a6 білий кінь · c6 білий пішак · b5 чорний слон · c5 білий ферзь · a4 чорний король · b4 білий пішак · c4 чорна тура · b2 білий король · d2 білий слон | c7 чорний пішак · a6 білий кінь · c6 білий пішак · b5 чорний слон · c5 білий ферзь · a4 чорний король · b4 білий пішак · c4 чорна тура · b2 білий король · d2 білий слон | c7 чорний пішак · a6 білий кінь · c6 білий пішак · b5 чорний слон · c5 білий ферзь · a4 чорний король · b4 білий пішак · c4 чорна тура · b2 білий король · d2 білий слон | c7 чорний пішак · a6 білий кінь · c6 білий пішак · b5 чорний слон · c5 білий ферзь · a4 чорний король · b4 білий пішак · c4 чорна тура · b2 білий король · d2 білий слон | c7 чорний пішак · a6 білий кінь · c6 білий пішак · b5 чорний слон · c5 білий ферзь · a4 чорний король · b4 білий пішак · c4 чорна тура · b2 білий король · d2 білий слон | c7 чорний пішак · a6 білий кінь · c6 білий пішак · b5 чорний слон · c5 білий ферзь · a4 чорний король · b4 білий пішак · c4 чорна тура · b2 білий король · d2 білий слон | 8 |
| 7 | c7 чорний пішак · a6 білий кінь · c6 білий пішак · b5 чорний слон · c5 білий ферзь · a4 чорний король · b4 білий пішак · c4 чорна тура · b2 білий король · d2 білий слон | c7 чорний пішак · a6 білий кінь · c6 білий пішак · b5 чорний слон · c5 білий ферзь · a4 чорний король · b4 білий пішак · c4 чорна тура · b2 білий король · d2 білий слон | c7 чорний пішак · a6 білий кінь · c6 білий пішак · b5 чорний слон · c5 білий ферзь · a4 чорний король · b4 білий пішак · c4 чорна тура · b2 білий король · d2 білий слон | c7 чорний пішак · a6 білий кінь · c6 білий пішак · b5 чорний слон · c5 білий ферзь · a4 чорний король · b4 білий пішак · c4 чорна тура · b2 білий король · d2 білий слон | c7 чорний пішак · a6 білий кінь · c6 білий пішак · b5 чорний слон · c5 білий ферзь · a4 чорний король · b4 білий пішак · c4 чорна тура · b2 білий король · d2 білий слон | c7 чорний пішак · a6 білий кінь · c6 білий пішак · b5 чорний слон · c5 білий ферзь · a4 чорний король · b4 білий пішак · c4 чорна тура · b2 білий король · d2 білий слон | c7 чорний пішак · a6 білий кінь · c6 білий пішак · b5 чорний слон · c5 білий ферзь · a4 чорний король · b4 білий пішак · c4 чорна тура · b2 білий король · d2 білий слон | c7 чорний пішак · a6 білий кінь · c6 білий пішак · b5 чорний слон · c5 білий ферзь · a4 чорний король · b4 білий пішак · c4 чорна тура · b2 білий король · d2 білий слон | 7 |
| 6 | c7 чорний пішак · a6 білий кінь · c6 білий пішак · b5 чорний слон · c5 білий ферзь · a4 чорний король · b4 білий пішак · c4 чорна тура · b2 білий король · d2 білий слон | c7 чорний пішак · a6 білий кінь · c6 білий пішак · b5 чорний слон · c5 білий ферзь · a4 чорний король · b4 білий пішак · c4 чорна тура · b2 білий король · d2 білий слон | c7 чорний пішак · a6 білий кінь · c6 білий пішак · b5 чорний слон · c5 білий ферзь · a4 чорний король · b4 білий пішак · c4 чорна тура · b2 білий король · d2 білий слон | c7 чорний пішак · a6 білий кінь · c6 білий пішак · b5 чорний слон · c5 білий ферзь · a4 чорний король · b4 білий пішак · c4 чорна тура · b2 білий король · d2 білий слон | c7 чорний пішак · a6 білий кінь · c6 білий пішак · b5 чорний слон · c5 білий ферзь · a4 чорний король · b4 білий пішак · c4 чорна тура · b2 білий король · d2 білий слон | c7 чорний пішак · a6 білий кінь · c6 білий пішак · b5 чорний слон · c5 білий ферзь · a4 чорний король · b4 білий пішак · c4 чорна тура · b2 білий король · d2 білий слон | c7 чорний пішак · a6 білий кінь · c6 білий пішак · b5 чорний слон · c5 білий ферзь · a4 чорний король · b4 білий пішак · c4 чорна тура · b2 білий король · d2 білий слон | c7 чорний пішак · a6 білий кінь · c6 білий пішак · b5 чорний слон · c5 білий ферзь · a4 чорний король · b4 білий пішак · c4 чорна тура · b2 білий король · d2 білий слон | 6 |
| 5 | c7 чорний пішак · a6 білий кінь · c6 білий пішак · b5 чорний слон · c5 білий ферзь · a4 чорний король · b4 білий пішак · c4 чорна тура · b2 білий король · d2 білий слон | c7 чорний пішак · a6 білий кінь · c6 білий пішак · b5 чорний слон · c5 білий ферзь · a4 чорний король · b4 білий пішак · c4 чорна тура · b2 білий король · d2 білий слон | c7 чорний пішак · a6 білий кінь · c6 білий пішак · b5 чорний слон · c5 білий ферзь · a4 чорний король · b4 білий пішак · c4 чорна тура · b2 білий король · d2 білий слон | c7 чорний пішак · a6 білий кінь · c6 білий пішак · b5 чорний слон · c5 білий ферзь · a4 чорний король · b4 білий пішак · c4 чорна тура · b2 білий король · d2 білий слон | c7 чорний пішак · a6 білий кінь · c6 білий пішак · b5 чорний слон · c5 білий ферзь · a4 чорний король · b4 білий пішак · c4 чорна тура · b2 білий король · d2 білий слон | c7 чорний пішак · a6 білий кінь · c6 білий пішак · b5 чорний слон · c5 білий ферзь · a4 чорний король · b4 білий пішак · c4 чорна тура · b2 білий король · d2 білий слон | c7 чорний пішак · a6 білий кінь · c6 білий пішак · b5 чорний слон · c5 білий ферзь · a4 чорний король · b4 білий пішак · c4 чорна тура · b2 білий король · d2 білий слон | c7 чорний пішак · a6 білий кінь · c6 білий пішак · b5 чорний слон · c5 білий ферзь · a4 чорний король · b4 білий пішак · c4 чорна тура · b2 білий король · d2 білий слон | 5 |
| 4 | c7 чорний пішак · a6 білий кінь · c6 білий пішак · b5 чорний слон · c5 білий ферзь · a4 чорний король · b4 білий пішак · c4 чорна тура · b2 білий король · d2 білий слон | c7 чорний пішак · a6 білий кінь · c6 білий пішак · b5 чорний слон · c5 білий ферзь · a4 чорний король · b4 білий пішак · c4 чорна тура · b2 білий король · d2 білий слон | c7 чорний пішак · a6 білий кінь · c6 білий пішак · b5 чорний слон · c5 білий ферзь · a4 чорний король · b4 білий пішак · c4 чорна тура · b2 білий король · d2 білий слон | c7 чорний пішак · a6 білий кінь · c6 білий пішак · b5 чорний слон · c5 білий ферзь · a4 чорний король · b4 білий пішак · c4 чорна тура · b2 білий король · d2 білий слон | c7 чорний пішак · a6 білий кінь · c6 білий пішак · b5 чорний слон · c5 білий ферзь · a4 чорний король · b4 білий пішак · c4 чорна тура · b2 білий король · d2 білий слон | c7 чорний пішак · a6 білий кінь · c6 білий пішак · b5 чорний слон · c5 білий ферзь · a4 чорний король · b4 білий пішак · c4 чорна тура · b2 білий король · d2 білий слон | c7 чорний пішак · a6 білий кінь · c6 білий пішак · b5 чорний слон · c5 білий ферзь · a4 чорний король · b4 білий пішак · c4 чорна тура · b2 білий король · d2 білий слон | c7 чорний пішак · a6 білий кінь · c6 білий пішак · b5 чорний слон · c5 білий ферзь · a4 чорний король · b4 білий пішак · c4 чорна тура · b2 білий король · d2 білий слон | 4 |
| 3 | c7 чорний пішак · a6 білий кінь · c6 білий пішак · b5 чорний слон · c5 білий ферзь · a4 чорний король · b4 білий пішак · c4 чорна тура · b2 білий король · d2 білий слон | c7 чорний пішак · a6 білий кінь · c6 білий пішак · b5 чорний слон · c5 білий ферзь · a4 чорний король · b4 білий пішак · c4 чорна тура · b2 білий король · d2 білий слон | c7 чорний пішак · a6 білий кінь · c6 білий пішак · b5 чорний слон · c5 білий ферзь · a4 чорний король · b4 білий пішак · c4 чорна тура · b2 білий король · d2 білий слон | c7 чорний пішак · a6 білий кінь · c6 білий пішак · b5 чорний слон · c5 білий ферзь · a4 чорний король · b4 білий пішак · c4 чорна тура · b2 білий король · d2 білий слон | c7 чорний пішак · a6 білий кінь · c6 білий пішак · b5 чорний слон · c5 білий ферзь · a4 чорний король · b4 білий пішак · c4 чорна тура · b2 білий король · d2 білий слон | c7 чорний пішак · a6 білий кінь · c6 білий пішак · b5 чорний слон · c5 білий ферзь · a4 чорний король · b4 білий пішак · c4 чорна тура · b2 білий король · d2 білий слон | c7 чорний пішак · a6 білий кінь · c6 білий пішак · b5 чорний слон · c5 білий ферзь · a4 чорний король · b4 білий пішак · c4 чорна тура · b2 білий король · d2 білий слон | c7 чорний пішак · a6 білий кінь · c6 білий пішак · b5 чорний слон · c5 білий ферзь · a4 чорний король · b4 білий пішак · c4 чорна тура · b2 білий король · d2 білий слон | 3 |
| 2 | c7 чорний пішак · a6 білий кінь · c6 білий пішак · b5 чорний слон · c5 білий ферзь · a4 чорний король · b4 білий пішак · c4 чорна тура · b2 білий король · d2 білий слон | c7 чорний пішак · a6 білий кінь · c6 білий пішак · b5 чорний слон · c5 білий ферзь · a4 чорний король · b4 білий пішак · c4 чорна тура · b2 білий король · d2 білий слон | c7 чорний пішак · a6 білий кінь · c6 білий пішак · b5 чорний слон · c5 білий ферзь · a4 чорний король · b4 білий пішак · c4 чорна тура · b2 білий король · d2 білий слон | c7 чорний пішак · a6 білий кінь · c6 білий пішак · b5 чорний слон · c5 білий ферзь · a4 чорний король · b4 білий пішак · c4 чорна тура · b2 білий король · d2 білий слон | c7 чорний пішак · a6 білий кінь · c6 білий пішак · b5 чорний слон · c5 білий ферзь · a4 чорний король · b4 білий пішак · c4 чорна тура · b2 білий король · d2 білий слон | c7 чорний пішак · a6 білий кінь · c6 білий пішак · b5 чорний слон · c5 білий ферзь · a4 чорний король · b4 білий пішак · c4 чорна тура · b2 білий король · d2 білий слон | c7 чорний пішак · a6 білий кінь · c6 білий пішак · b5 чорний слон · c5 білий ферзь · a4 чорний король · b4 білий пішак · c4 чорна тура · b2 білий король · d2 білий слон | c7 чорний пішак · a6 білий кінь · c6 білий пішак · b5 чорний слон · c5 білий ферзь · a4 чорний король · b4 білий пішак · c4 чорна тура · b2 білий король · d2 білий слон | 2 |
| 1 | c7 чорний пішак · a6 білий кінь · c6 білий пішак · b5 чорний слон · c5 білий ферзь · a4 чорний король · b4 білий пішак · c4 чорна тура · b2 білий король · d2 білий слон | c7 чорний пішак · a6 білий кінь · c6 білий пішак · b5 чорний слон · c5 білий ферзь · a4 чорний король · b4 білий пішак · c4 чорна тура · b2 білий король · d2 білий слон | c7 чорний пішак · a6 білий кінь · c6 білий пішак · b5 чорний слон · c5 білий ферзь · a4 чорний король · b4 білий пішак · c4 чорна тура · b2 білий король · d2 білий слон | c7 чорний пішак · a6 білий кінь · c6 білий пішак · b5 чорний слон · c5 білий ферзь · a4 чорний король · b4 білий пішак · c4 чорна тура · b2 білий король · d2 білий слон | c7 чорний пішак · a6 білий кінь · c6 білий пішак · b5 чорний слон · c5 білий ферзь · a4 чорний король · b4 білий пішак · c4 чорна тура · b2 білий король · d2 білий слон | c7 чорний пішак · a6 білий кінь · c6 білий пішак · b5 чорний слон · c5 білий ферзь · a4 чорний король · b4 білий пішак · c4 чорна тура · b2 білий король · d2 білий слон | c7 чорний пішак · a6 білий кінь · c6 білий пішак · b5 чорний слон · c5 білий ферзь · a4 чорний король · b4 білий пішак · c4 чорна тура · b2 білий король · d2 білий слон | c7 чорний пішак · a6 білий кінь · c6 білий пішак · b5 чорний слон · c5 білий ферзь · a4 чорний король · b4 білий пішак · c4 чорна тура · b2 білий король · d2 білий слон | 1 |
|   | a | b | c | d | e | f | g | h |   |

FEN: 8/2p5/N1P5/1bQ5/kPr5/8/1K1B4/8
1. Qf5 ~ Zz
1. … Rxc6 2. Qc5! Rxc5 3.Sxc5#
Після вступного ходу ферзя чорні опиняються в цугцванзі. Чорна тура іде по вертикалі, оскільки мусить контролювати поле «с2».На другому ході білий ферзь, жертвуючи собою, «відсікає» чорну туру з вертикалі «с». Чорна тура мусить прийняти жертву і білий кінь, забираючи туру, оголошує мат.
|   | a | b | c | d | e | f | g | h |   |
| 8 | a6 білий король · f6 чорний слон · a3 чорний пішак · e3 білий ферзь · a2 чорний пішак · b2 чорна тура · g2 біла тура · a1 чорний король | a6 білий король · f6 чорний слон · a3 чорний пішак · e3 білий ферзь · a2 чорний пішак · b2 чорна тура · g2 біла тура · a1 чорний король | a6 білий король · f6 чорний слон · a3 чорний пішак · e3 білий ферзь · a2 чорний пішак · b2 чорна тура · g2 біла тура · a1 чорний король | a6 білий король · f6 чорний слон · a3 чорний пішак · e3 білий ферзь · a2 чорний пішак · b2 чорна тура · g2 біла тура · a1 чорний король | a6 білий король · f6 чорний слон · a3 чорний пішак · e3 білий ферзь · a2 чорний пішак · b2 чорна тура · g2 біла тура · a1 чорний король | a6 білий король · f6 чорний слон · a3 чорний пішак · e3 білий ферзь · a2 чорний пішак · b2 чорна тура · g2 біла тура · a1 чорний король | a6 білий король · f6 чорний слон · a3 чорний пішак · e3 білий ферзь · a2 чорний пішак · b2 чорна тура · g2 біла тура · a1 чорний король | a6 білий король · f6 чорний слон · a3 чорний пішак · e3 білий ферзь · a2 чорний пішак · b2 чорна тура · g2 біла тура · a1 чорний король | 8 |
| 7 | a6 білий король · f6 чорний слон · a3 чорний пішак · e3 білий ферзь · a2 чорний пішак · b2 чорна тура · g2 біла тура · a1 чорний король | a6 білий король · f6 чорний слон · a3 чорний пішак · e3 білий ферзь · a2 чорний пішак · b2 чорна тура · g2 біла тура · a1 чорний король | a6 білий король · f6 чорний слон · a3 чорний пішак · e3 білий ферзь · a2 чорний пішак · b2 чорна тура · g2 біла тура · a1 чорний король | a6 білий король · f6 чорний слон · a3 чорний пішак · e3 білий ферзь · a2 чорний пішак · b2 чорна тура · g2 біла тура · a1 чорний король | a6 білий король · f6 чорний слон · a3 чорний пішак · e3 білий ферзь · a2 чорний пішак · b2 чорна тура · g2 біла тура · a1 чорний король | a6 білий король · f6 чорний слон · a3 чорний пішак · e3 білий ферзь · a2 чорний пішак · b2 чорна тура · g2 біла тура · a1 чорний король | a6 білий король · f6 чорний слон · a3 чорний пішак · e3 білий ферзь · a2 чорний пішак · b2 чорна тура · g2 біла тура · a1 чорний король | a6 білий король · f6 чорний слон · a3 чорний пішак · e3 білий ферзь · a2 чорний пішак · b2 чорна тура · g2 біла тура · a1 чорний король | 7 |
| 6 | a6 білий король · f6 чорний слон · a3 чорний пішак · e3 білий ферзь · a2 чорний пішак · b2 чорна тура · g2 біла тура · a1 чорний король | a6 білий король · f6 чорний слон · a3 чорний пішак · e3 білий ферзь · a2 чорний пішак · b2 чорна тура · g2 біла тура · a1 чорний король | a6 білий король · f6 чорний слон · a3 чорний пішак · e3 білий ферзь · a2 чорний пішак · b2 чорна тура · g2 біла тура · a1 чорний король | a6 білий король · f6 чорний слон · a3 чорний пішак · e3 білий ферзь · a2 чорний пішак · b2 чорна тура · g2 біла тура · a1 чорний король | a6 білий король · f6 чорний слон · a3 чорний пішак · e3 білий ферзь · a2 чорний пішак · b2 чорна тура · g2 біла тура · a1 чорний король | a6 білий король · f6 чорний слон · a3 чорний пішак · e3 білий ферзь · a2 чорний пішак · b2 чорна тура · g2 біла тура · a1 чорний король | a6 білий король · f6 чорний слон · a3 чорний пішак · e3 білий ферзь · a2 чорний пішак · b2 чорна тура · g2 біла тура · a1 чорний король | a6 білий король · f6 чорний слон · a3 чорний пішак · e3 білий ферзь · a2 чорний пішак · b2 чорна тура · g2 біла тура · a1 чорний король | 6 |
| 5 | a6 білий король · f6 чорний слон · a3 чорний пішак · e3 білий ферзь · a2 чорний пішак · b2 чорна тура · g2 біла тура · a1 чорний король | a6 білий король · f6 чорний слон · a3 чорний пішак · e3 білий ферзь · a2 чорний пішак · b2 чорна тура · g2 біла тура · a1 чорний король | a6 білий король · f6 чорний слон · a3 чорний пішак · e3 білий ферзь · a2 чорний пішак · b2 чорна тура · g2 біла тура · a1 чорний король | a6 білий король · f6 чорний слон · a3 чорний пішак · e3 білий ферзь · a2 чорний пішак · b2 чорна тура · g2 біла тура · a1 чорний король | a6 білий король · f6 чорний слон · a3 чорний пішак · e3 білий ферзь · a2 чорний пішак · b2 чорна тура · g2 біла тура · a1 чорний король | a6 білий король · f6 чорний слон · a3 чорний пішак · e3 білий ферзь · a2 чорний пішак · b2 чорна тура · g2 біла тура · a1 чорний король | a6 білий король · f6 чорний слон · a3 чорний пішак · e3 білий ферзь · a2 чорний пішак · b2 чорна тура · g2 біла тура · a1 чорний король | a6 білий король · f6 чорний слон · a3 чорний пішак · e3 білий ферзь · a2 чорний пішак · b2 чорна тура · g2 біла тура · a1 чорний король | 5 |
| 4 | a6 білий король · f6 чорний слон · a3 чорний пішак · e3 білий ферзь · a2 чорний пішак · b2 чорна тура · g2 біла тура · a1 чорний король | a6 білий король · f6 чорний слон · a3 чорний пішак · e3 білий ферзь · a2 чорний пішак · b2 чорна тура · g2 біла тура · a1 чорний король | a6 білий король · f6 чорний слон · a3 чорний пішак · e3 білий ферзь · a2 чорний пішак · b2 чорна тура · g2 біла тура · a1 чорний король | a6 білий король · f6 чорний слон · a3 чорний пішак · e3 білий ферзь · a2 чорний пішак · b2 чорна тура · g2 біла тура · a1 чорний король | a6 білий король · f6 чорний слон · a3 чорний пішак · e3 білий ферзь · a2 чорний пішак · b2 чорна тура · g2 біла тура · a1 чорний король | a6 білий король · f6 чорний слон · a3 чорний пішак · e3 білий ферзь · a2 чорний пішак · b2 чорна тура · g2 біла тура · a1 чорний король | a6 білий король · f6 чорний слон · a3 чорний пішак · e3 білий ферзь · a2 чорний пішак · b2 чорна тура · g2 біла тура · a1 чорний король | a6 білий король · f6 чорний слон · a3 чорний пішак · e3 білий ферзь · a2 чорний пішак · b2 чорна тура · g2 біла тура · a1 чорний король | 4 |
| 3 | a6 білий король · f6 чорний слон · a3 чорний пішак · e3 білий ферзь · a2 чорний пішак · b2 чорна тура · g2 біла тура · a1 чорний король | a6 білий король · f6 чорний слон · a3 чорний пішак · e3 білий ферзь · a2 чорний пішак · b2 чорна тура · g2 біла тура · a1 чорний король | a6 білий король · f6 чорний слон · a3 чорний пішак · e3 білий ферзь · a2 чорний пішак · b2 чорна тура · g2 біла тура · a1 чорний король | a6 білий король · f6 чорний слон · a3 чорний пішак · e3 білий ферзь · a2 чорний пішак · b2 чорна тура · g2 біла тура · a1 чорний король | a6 білий король · f6 чорний слон · a3 чорний пішак · e3 білий ферзь · a2 чорний пішак · b2 чорна тура · g2 біла тура · a1 чорний король | a6 білий король · f6 чорний слон · a3 чорний пішак · e3 білий ферзь · a2 чорний пішак · b2 чорна тура · g2 біла тура · a1 чорний король | a6 білий король · f6 чорний слон · a3 чорний пішак · e3 білий ферзь · a2 чорний пішак · b2 чорна тура · g2 біла тура · a1 чорний король | a6 білий король · f6 чорний слон · a3 чорний пішак · e3 білий ферзь · a2 чорний пішак · b2 чорна тура · g2 біла тура · a1 чорний король | 3 |
| 2 | a6 білий король · f6 чорний слон · a3 чорний пішак · e3 білий ферзь · a2 чорний пішак · b2 чорна тура · g2 біла тура · a1 чорний король | a6 білий король · f6 чорний слон · a3 чорний пішак · e3 білий ферзь · a2 чорний пішак · b2 чорна тура · g2 біла тура · a1 чорний король | a6 білий король · f6 чорний слон · a3 чорний пішак · e3 білий ферзь · a2 чорний пішак · b2 чорна тура · g2 біла тура · a1 чорний король | a6 білий король · f6 чорний слон · a3 чорний пішак · e3 білий ферзь · a2 чорний пішак · b2 чорна тура · g2 біла тура · a1 чорний король | a6 білий король · f6 чорний слон · a3 чорний пішак · e3 білий ферзь · a2 чорний пішак · b2 чорна тура · g2 біла тура · a1 чорний король | a6 білий король · f6 чорний слон · a3 чорний пішак · e3 білий ферзь · a2 чорний пішак · b2 чорна тура · g2 біла тура · a1 чорний король | a6 білий король · f6 чорний слон · a3 чорний пішак · e3 білий ферзь · a2 чорний пішак · b2 чорна тура · g2 біла тура · a1 чорний король | a6 білий король · f6 чорний слон · a3 чорний пішак · e3 білий ферзь · a2 чорний пішак · b2 чорна тура · g2 біла тура · a1 чорний король | 2 |
| 1 | a6 білий король · f6 чорний слон · a3 чорний пішак · e3 білий ферзь · a2 чорний пішак · b2 чорна тура · g2 біла тура · a1 чорний король | a6 білий король · f6 чорний слон · a3 чорний пішак · e3 білий ферзь · a2 чорний пішак · b2 чорна тура · g2 біла тура · a1 чорний король | a6 білий король · f6 чорний слон · a3 чорний пішак · e3 білий ферзь · a2 чорний пішак · b2 чорна тура · g2 біла тура · a1 чорний король | a6 білий король · f6 чорний слон · a3 чорний пішак · e3 білий ферзь · a2 чорний пішак · b2 чорна тура · g2 біла тура · a1 чорний король | a6 білий король · f6 чорний слон · a3 чорний пішак · e3 білий ферзь · a2 чорний пішак · b2 чорна тура · g2 біла тура · a1 чорний король | a6 білий король · f6 чорний слон · a3 чорний пішак · e3 білий ферзь · a2 чорний пішак · b2 чорна тура · g2 біла тура · a1 чорний король | a6 білий король · f6 чорний слон · a3 чорний пішак · e3 білий ферзь · a2 чорний пішак · b2 чорна тура · g2 біла тура · a1 чорний король | a6 білий король · f6 чорний слон · a3 чорний пішак · e3 білий ферзь · a2 чорний пішак · b2 чорна тура · g2 біла тура · a1 чорний король | 1 |
|   | a | b | c | d | e | f | g | h |   |

|   | a | b | c | d | e | f | g | h |   |
| 8 | a6 білий король · f6 чорний слон · a3 чорний пішак · e3 білий ферзь · a2 чорний пішак · b2 чорна тура · g2 біла тура · a1 чорний король | a6 білий король · f6 чорний слон · a3 чорний пішак · e3 білий ферзь · a2 чорний пішак · b2 чорна тура · g2 біла тура · a1 чорний король | a6 білий король · f6 чорний слон · a3 чорний пішак · e3 білий ферзь · a2 чорний пішак · b2 чорна тура · g2 біла тура · a1 чорний король | a6 білий король · f6 чорний слон · a3 чорний пішак · e3 білий ферзь · a2 чорний пішак · b2 чорна тура · g2 біла тура · a1 чорний король | a6 білий король · f6 чорний слон · a3 чорний пішак · e3 білий ферзь · a2 чорний пішак · b2 чорна тура · g2 біла тура · a1 чорний король | a6 білий король · f6 чорний слон · a3 чорний пішак · e3 білий ферзь · a2 чорний пішак · b2 чорна тура · g2 біла тура · a1 чорний король | a6 білий король · f6 чорний слон · a3 чорний пішак · e3 білий ферзь · a2 чорний пішак · b2 чорна тура · g2 біла тура · a1 чорний король | a6 білий король · f6 чорний слон · a3 чорний пішак · e3 білий ферзь · a2 чорний пішак · b2 чорна тура · g2 біла тура · a1 чорний король | 8 |
| 7 | a6 білий король · f6 чорний слон · a3 чорний пішак · e3 білий ферзь · a2 чорний пішак · b2 чорна тура · g2 біла тура · a1 чорний король | a6 білий король · f6 чорний слон · a3 чорний пішак · e3 білий ферзь · a2 чорний пішак · b2 чорна тура · g2 біла тура · a1 чорний король | a6 білий король · f6 чорний слон · a3 чорний пішак · e3 білий ферзь · a2 чорний пішак · b2 чорна тура · g2 біла тура · a1 чорний король | a6 білий король · f6 чорний слон · a3 чорний пішак · e3 білий ферзь · a2 чорний пішак · b2 чорна тура · g2 біла тура · a1 чорний король | a6 білий король · f6 чорний слон · a3 чорний пішак · e3 білий ферзь · a2 чорний пішак · b2 чорна тура · g2 біла тура · a1 чорний король | a6 білий король · f6 чорний слон · a3 чорний пішак · e3 білий ферзь · a2 чорний пішак · b2 чорна тура · g2 біла тура · a1 чорний король | a6 білий король · f6 чорний слон · a3 чорний пішак · e3 білий ферзь · a2 чорний пішак · b2 чорна тура · g2 біла тура · a1 чорний король | a6 білий король · f6 чорний слон · a3 чорний пішак · e3 білий ферзь · a2 чорний пішак · b2 чорна тура · g2 біла тура · a1 чорний король | 7 |
| 6 | a6 білий король · f6 чорний слон · a3 чорний пішак · e3 білий ферзь · a2 чорний пішак · b2 чорна тура · g2 біла тура · a1 чорний король | a6 білий король · f6 чорний слон · a3 чорний пішак · e3 білий ферзь · a2 чорний пішак · b2 чорна тура · g2 біла тура · a1 чорний король | a6 білий король · f6 чорний слон · a3 чорний пішак · e3 білий ферзь · a2 чорний пішак · b2 чорна тура · g2 біла тура · a1 чорний король | a6 білий король · f6 чорний слон · a3 чорний пішак · e3 білий ферзь · a2 чорний пішак · b2 чорна тура · g2 біла тура · a1 чорний король | a6 білий король · f6 чорний слон · a3 чорний пішак · e3 білий ферзь · a2 чорний пішак · b2 чорна тура · g2 біла тура · a1 чорний король | a6 білий король · f6 чорний слон · a3 чорний пішак · e3 білий ферзь · a2 чорний пішак · b2 чорна тура · g2 біла тура · a1 чорний король | a6 білий король · f6 чорний слон · a3 чорний пішак · e3 білий ферзь · a2 чорний пішак · b2 чорна тура · g2 біла тура · a1 чорний король | a6 білий король · f6 чорний слон · a3 чорний пішак · e3 білий ферзь · a2 чорний пішак · b2 чорна тура · g2 біла тура · a1 чорний король | 6 |
| 5 | a6 білий король · f6 чорний слон · a3 чорний пішак · e3 білий ферзь · a2 чорний пішак · b2 чорна тура · g2 біла тура · a1 чорний король | a6 білий король · f6 чорний слон · a3 чорний пішак · e3 білий ферзь · a2 чорний пішак · b2 чорна тура · g2 біла тура · a1 чорний король | a6 білий король · f6 чорний слон · a3 чорний пішак · e3 білий ферзь · a2 чорний пішак · b2 чорна тура · g2 біла тура · a1 чорний король | a6 білий король · f6 чорний слон · a3 чорний пішак · e3 білий ферзь · a2 чорний пішак · b2 чорна тура · g2 біла тура · a1 чорний король | a6 білий король · f6 чорний слон · a3 чорний пішак · e3 білий ферзь · a2 чорний пішак · b2 чорна тура · g2 біла тура · a1 чорний король | a6 білий король · f6 чорний слон · a3 чорний пішак · e3 білий ферзь · a2 чорний пішак · b2 чорна тура · g2 біла тура · a1 чорний король | a6 білий король · f6 чорний слон · a3 чорний пішак · e3 білий ферзь · a2 чорний пішак · b2 чорна тура · g2 біла тура · a1 чорний король | a6 білий король · f6 чорний слон · a3 чорний пішак · e3 білий ферзь · a2 чорний пішак · b2 чорна тура · g2 біла тура · a1 чорний король | 5 |
| 4 | a6 білий король · f6 чорний слон · a3 чорний пішак · e3 білий ферзь · a2 чорний пішак · b2 чорна тура · g2 біла тура · a1 чорний король | a6 білий король · f6 чорний слон · a3 чорний пішак · e3 білий ферзь · a2 чорний пішак · b2 чорна тура · g2 біла тура · a1 чорний король | a6 білий король · f6 чорний слон · a3 чорний пішак · e3 білий ферзь · a2 чорний пішак · b2 чорна тура · g2 біла тура · a1 чорний король | a6 білий король · f6 чорний слон · a3 чорний пішак · e3 білий ферзь · a2 чорний пішак · b2 чорна тура · g2 біла тура · a1 чорний король | a6 білий король · f6 чорний слон · a3 чорний пішак · e3 білий ферзь · a2 чорний пішак · b2 чорна тура · g2 біла тура · a1 чорний король | a6 білий король · f6 чорний слон · a3 чорний пішак · e3 білий ферзь · a2 чорний пішак · b2 чорна тура · g2 біла тура · a1 чорний король | a6 білий король · f6 чорний слон · a3 чорний пішак · e3 білий ферзь · a2 чорний пішак · b2 чорна тура · g2 біла тура · a1 чорний король | a6 білий король · f6 чорний слон · a3 чорний пішак · e3 білий ферзь · a2 чорний пішак · b2 чорна тура · g2 біла тура · a1 чорний король | 4 |
| 3 | a6 білий король · f6 чорний слон · a3 чорний пішак · e3 білий ферзь · a2 чорний пішак · b2 чорна тура · g2 біла тура · a1 чорний король | a6 білий король · f6 чорний слон · a3 чорний пішак · e3 білий ферзь · a2 чорний пішак · b2 чорна тура · g2 біла тура · a1 чорний король | a6 білий король · f6 чорний слон · a3 чорний пішак · e3 білий ферзь · a2 чорний пішак · b2 чорна тура · g2 біла тура · a1 чорний король | a6 білий король · f6 чорний слон · a3 чорний пішак · e3 білий ферзь · a2 чорний пішак · b2 чорна тура · g2 біла тура · a1 чорний король | a6 білий король · f6 чорний слон · a3 чорний пішак · e3 білий ферзь · a2 чорний пішак · b2 чорна тура · g2 біла тура · a1 чорний король | a6 білий король · f6 чорний слон · a3 чорний пішак · e3 білий ферзь · a2 чорний пішак · b2 чорна тура · g2 біла тура · a1 чорний король | a6 білий король · f6 чорний слон · a3 чорний пішак · e3 білий ферзь · a2 чорний пішак · b2 чорна тура · g2 біла тура · a1 чорний король | a6 білий король · f6 чорний слон · a3 чорний пішак · e3 білий ферзь · a2 чорний пішак · b2 чорна тура · g2 біла тура · a1 чорний король | 3 |
| 2 | a6 білий король · f6 чорний слон · a3 чорний пішак · e3 білий ферзь · a2 чорний пішак · b2 чорна тура · g2 біла тура · a1 чорний король | a6 білий король · f6 чорний слон · a3 чорний пішак · e3 білий ферзь · a2 чорний пішак · b2 чорна тура · g2 біла тура · a1 чорний король | a6 білий король · f6 чорний слон · a3 чорний пішак · e3 білий ферзь · a2 чорний пішак · b2 чорна тура · g2 біла тура · a1 чорний король | a6 білий король · f6 чорний слон · a3 чорний пішак · e3 білий ферзь · a2 чорний пішак · b2 чорна тура · g2 біла тура · a1 чорний король | a6 білий король · f6 чорний слон · a3 чорний пішак · e3 білий ферзь · a2 чорний пішак · b2 чорна тура · g2 біла тура · a1 чорний король | a6 білий король · f6 чорний слон · a3 чорний пішак · e3 білий ферзь · a2 чорний пішак · b2 чорна тура · g2 біла тура · a1 чорний король | a6 білий король · f6 чорний слон · a3 чорний пішак · e3 білий ферзь · a2 чорний пішак · b2 чорна тура · g2 біла тура · a1 чорний король | a6 білий король · f6 чорний слон · a3 чорний пішак · e3 білий ферзь · a2 чорний пішак · b2 чорна тура · g2 біла тура · a1 чорний король | 2 |
| 1 | a6 білий король · f6 чорний слон · a3 чорний пішак · e3 білий ферзь · a2 чорний пішак · b2 чорна тура · g2 біла тура · a1 чорний король | a6 білий король · f6 чорний слон · a3 чорний пішак · e3 білий ферзь · a2 чорний пішак · b2 чорна тура · g2 біла тура · a1 чорний король | a6 білий король · f6 чорний слон · a3 чорний пішак · e3 білий ферзь · a2 чорний пішак · b2 чорна тура · g2 біла тура · a1 чорний король | a6 білий король · f6 чорний слон · a3 чорний пішак · e3 білий ферзь · a2 чорний пішак · b2 чорна тура · g2 біла тура · a1 чорний король | a6 білий король · f6 чорний слон · a3 чорний пішак · e3 білий ферзь · a2 чорний пішак · b2 чорна тура · g2 біла тура · a1 чорний король | a6 білий король · f6 чорний слон · a3 чорний пішак · e3 білий ферзь · a2 чорний пішак · b2 чорна тура · g2 біла тура · a1 чорний король | a6 білий король · f6 чорний слон · a3 чорний пішак · e3 білий ферзь · a2 чорний пішак · b2 чорна тура · g2 біла тура · a1 чорний король | a6 білий король · f6 чорний слон · a3 чорний пішак · e3 білий ферзь · a2 чорний пішак · b2 чорна тура · g2 біла тура · a1 чорний король | 1 |
|   | a | b | c | d | e | f | g | h |   |

FEN: 8/8/K4b2/8/8/p3Q3/pr4R1/k7

1. Rg6! ~ 2. Rxf6 
   1. … Bh8! 2. Rg7! Bxg7 3. Qg1+! Rb1
4. Qxg7+ Rb2 5. Qd4! Kb1 6. Qd1#

На другому ході біла тура «відсікла» чорного слона з діагоналі.